# Día de Asturias en Gijón

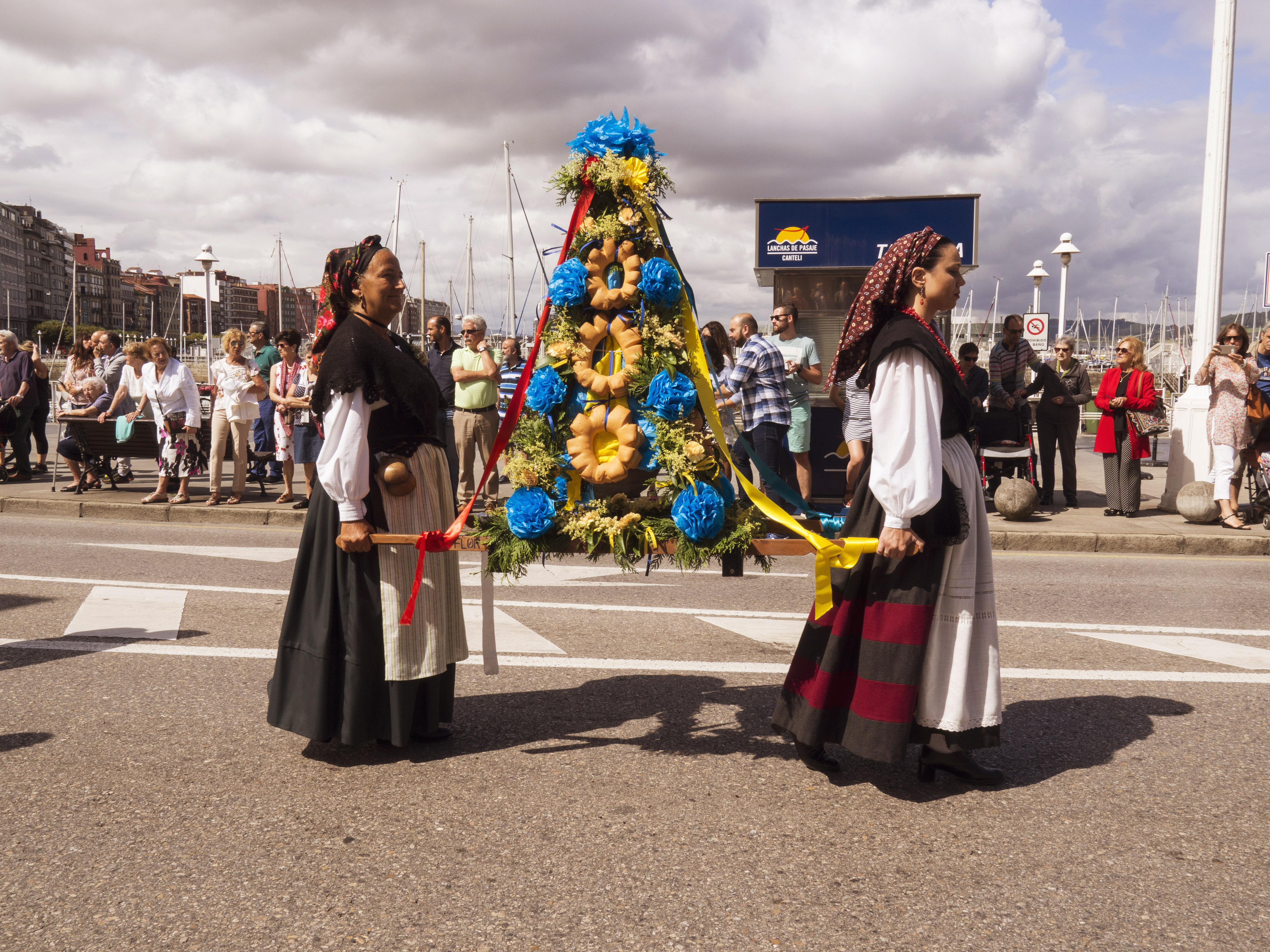
Puxa del ramu durante el Día de Asturias en Gijón

El Día de Asturias en Gijón se celebra en la localidad asturiana de Gijón el primer domingo de agosto.
La fiesta comienza con la jira al Cerro de Santa Catalina, en dónde se encuentra la estatua de Chillida, el Elogio del Horizonte. Después de la jira, a las seis desde los Jardines del Náutico parte el desfile de numerosos grupos folclóricos de diferentes países que han actuado en alguno de los dos escenarios puestos por el Ayuntamiento, el de la Plaza Mayor y el de la plaza del Náutico. El desfile incluye también carrozas. Finaliza en el estadio El Molinón, con una actuación de todos los grupos.
En 1980 es declarada Fiestas de Interés Turístico Nacional.